# Dózse

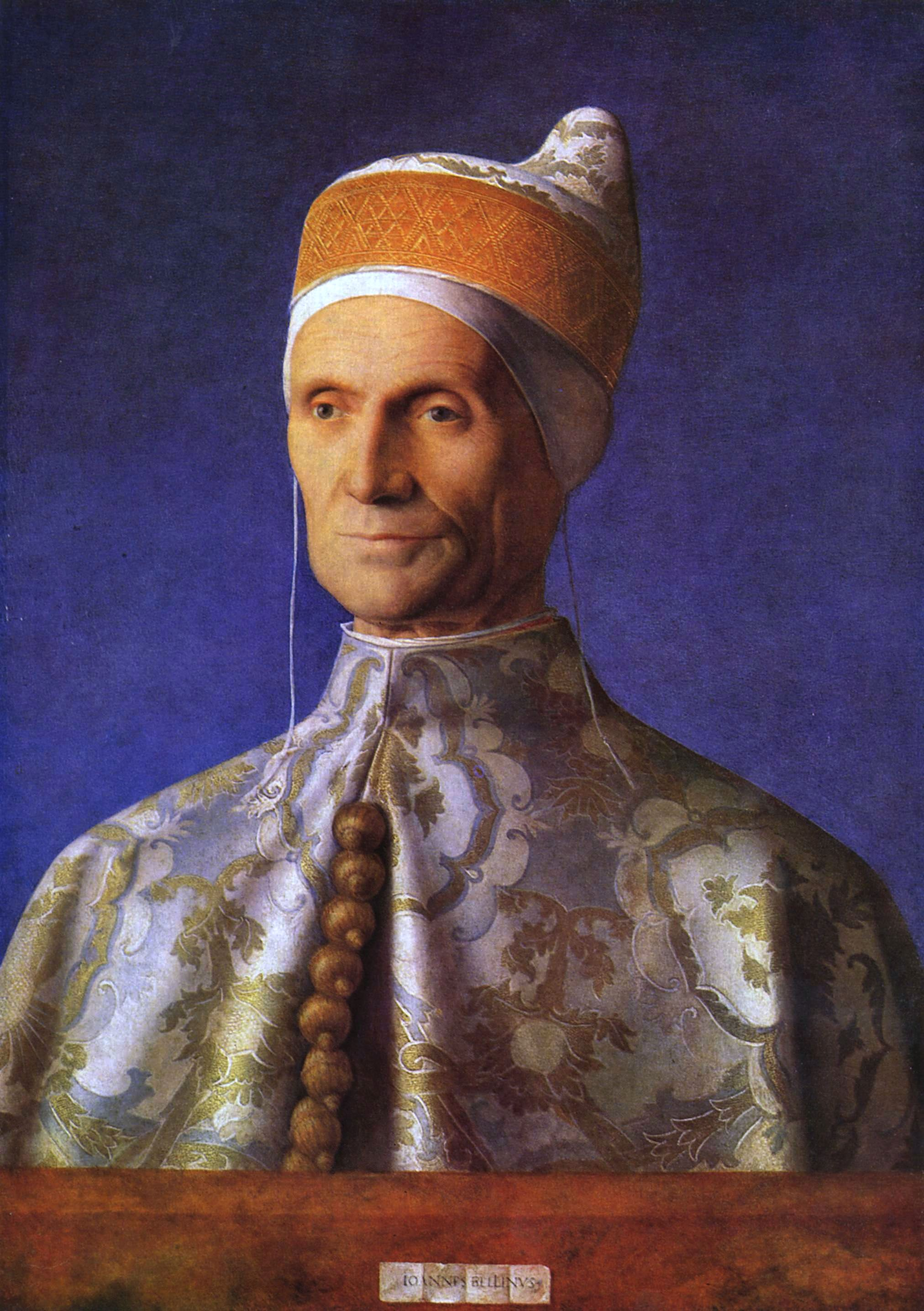
Leonardo Loredan velencei dózse, Giovanni Bellini festménye 1501-ből

A dózse olasz doge szó magyarosodott változata. A latin dux szóból alakult ki, melynek jelentése vezér, vezető (elsősorban katonai). Ugyanebből a tőből alakult ki a herceg jelentésű olasz duca, ill. angol duke szó.
A dózse (doge) címet néhány itáliai „koronás köztársaság”-ban használta az állam megválasztott vezetője. A két legjelentősebb ilyen köztársaság, Velence és Genova egymással és más helyi erőkkel folyamatosan rivalizált, jelentős államokkal háborúkat viselt, miközben városállamát tengeri, kereskedelmi és – kisebb mértékben – szárazföldi mini-birodalommá terjesztette ki.
A cím használatban volt a Senaricai Köztársaságban. A gyakorlatilag jelentéktelen városállam nevét fővárosáról, Senaricáról kapta, amely ma Crognaleto város része Teramo megyében, Abruzzo régióban. Valószínűleg évente választottak dózsét 1343-tól egészen addig, amíg 1797-ben a Szicíliai Királyság be nem kebelezte.
A doge és duca cím használata ingadozott 958 és 1100 között az Amalfi Köztársaságban.
A doge szó korábbi olasz alakváltozata a duce, mely a risorgimento idején került vissza a használatba, katonai vezetőkre, elsősorban Giuseppe Garibaldira alkalmazva. A 20. században az antik jelképeket előszeretettel használó olasz fasizmus vette újra elő, Gabriele D’Annunzióra és katonai értelemben III. Viktor Emánuel olasz királyra vonatkoztatva, mígnem nagy kezdőbetűvel ("Il Duce") mára kizárólag Benito Mussolinit, a Nemzeti Fasiszta Párt vezetőjét értjük alatta.